# Одінцов Валентин Володимирович
Одінцов Валентин Володимирович (17 липня 1937, Дніпро — 12 травня 2021) — український науковець.

## Життєпис
Народився Одінцов Валентин Володимирович 17 липня 1937 року в місті Дніпрі. Помер 12 травня 2021 року.
Похований на почесній алеї на кладовищі в селищі Геологів.

### Освіта
Вчитись розпочав в семирічній школі №22, продовжив спочатку у середній школі №3, а потім у вечірній школі №2.
З 1955 року став студентом фізико-математичного факультету Херсонського державного педагогічного інституту ім. Н. К. Крупської. З початку днів навчання у виші серйозно захопився спочатку класичною, пізніше теоретичною фізикою, робить перші самостійні кроки дослідницького характеру, як гуртківець і член наукового студентського товариства.
На момент закінчення з відзнакою інституту у 1960 році під впливом завідувача кафедри фізики, доцента Львова С.М. він чітко визначився з предметом власних пошуків, впритул цікавитись деякими розділами фізики твердого тіла.
В кінцевому підсумку у 1967 році привело випускника ХДПІ до аспірантури Науково-дослідного інституту проблем матеріалознавства АН УРСР.
Після закінчення аспірантури у 1970 році Валентин Володимирович успішно захищає кандидатську дисертацію на тему «Отримання і фізичні властивості додекаборидів металів зі структурою типу UB12» і повертається до рідного педагогічного інституту, де працює спочатку асистентом, потім виконуючим обов’язки доцента, а з 1973 року- доцентом кафедри фізики.

### Інша діяльність в 1955 - 1967 рр.
А до цього Одінцов В.В. встиг зарекомендувати себе, як висококваліфікований фахівець на посадах вчителів фізики Бериславської СШ №3 і середньої школи робітничої молоді №2 міста Херсона, а також відслужити у частині Одеського військового округу.
У 1962 році двадцятип’ятирічного вчителя фізики призначають директором щойно створеної на Північному селищі міста Херсона нової школи робітничої молоді №18. Валентин Володимирович справляється з поставленим завданням: забезпечив набір понад 200 учнів, створив дружній доброзичливий і працелюбний колектив учителів. А у вільний від цієї нелегкої роботи час він продовжував занурюватись у проблеми фізики твердого тіла, намагався глибше зануритись у її скарбницю  (і тим самим реалізувати свою заповітну мрію юнацьких років) бере гору над досягнутими успіхами на педагогічній ниві, і Одінцов В.В. переходить на роботу на посаду асистента кафедри фізики Херсонського філіалу Одеського технічного інституту, діставши можливість зосередитись на науковому дослідженні, більше уваги приділяти дослідам і спостереженням у вузівській лабораторії.

## Професійна діяльність
Восени 1973 року у ХДПІ створюється факультет загальнотехнічних дисциплін. Кандидат наук Одінцов В.В. стає його першим деканом. Він успішно справляється із завданням організації роботи нового підрозділу інституту, налагоджує діяльність його кафедр, формує працездатний викладацький колектив.
У 1977 році Валентин Володимирович повертається до рідного фізмату, де працює доцентом кафедри фізики, а за сумісництвом — заступником декана.
Проте на цих посадах Валентин Володимирович перебував недовго: проходить лише 10 місяців, і колишнього комсомольського активіста, який у шкільні роки «засвітився» як голова піонерської дружини і комсорг школи, а будучи студентом, відзначився ще як член студентського профбюро, був обраний секретарем вузівського парткому. Через це наступні 5 років головне місце у діяльності Одінцова В.В. поряд із суто професійними аспектами посідали питання ідеологічного і виховного напряму, пов’язані з удосконаленням моральних якостей майбутніх вчителів, покращенням їх громадської діяльності.
У 1985 році доцент Одінцов В.В. обирається завідувачем кафедри методики викладання фізики. Зрозуміло, що круг його наукових інтересів дещо розширюється: крім публікацій з проблем фізики твердого тіла, з’являються статті і посібники методичного напряму, Валентин Володимирович бере участь в обговоренні питань, пов’язаних з інтенсифікацією процесу навчання фізики у школі й вузі, з впровадженням технічних засобів і наочності, із шляхами підвищення якості проведення педагогічної практики студентів-фізиків у середніх навчальних закладах.
У 1987 році Одінцов В.В. призначається проректором ХДПІ з наукової роботи. На цій посаді він намагається активізувати підготовку в інституті фахівців вищої кваліфікації- кандидатів та докторів наук, для чого пропонує створити відділ аспірантури. Збільшити кількість наукових конференцій, організувати випуск нових збірок наукових праць. У цей же час Одінцов В.В. наполегливо працює над докторською дисертацією «Механізм електро- та теплопереносу в тугоплавких боридах рідкісноземельних металів з каркасною структурою» яку успішно захищає у 1995 році, отримавши вчений ступінь доктора фізико-математичних наук, а пізніше — вчене знання професора.
У 1997 році Валентин Володимирович повертається на рідну кафедру фізики, де як «таківський» професор очолює виконання держбюджетної теми, пов’язаної з дослідженням додекаборидів. Паралельно він занурюється у проблеми забезпечення безпеки життєдіяльності людини, зокрема пожежної безпеки і проблеми ефективного пожежогасіння. Саме в цей період з’являються змістовні публікації Одінцова В.В. з нової тематики, він призначається головою інститутської комісії з безпеки життєдіяльності і попередження пожеж.
Видані наукові праці, зокрема перший в Україні «Російсько-український словник пожежно-технічних термінів, слів та фрагментів фахових висловів», посібник «Протипожежна робота під час вивчення фізики в школі», монографія «Додекабориди рідкістноземельних металів», численні результати наукових пошуків Одінцова В.В., занесені у довідники, які видавалися авторськими колективами інституту надміцних матеріалів НАН України, а також активна робота професора у напрямі попередження пожеж і інших техногенних аварій були підставою для обрання Валентина Володимировича почесним членом двох академій: «Міжнародної академії екології і безпеки життєдіяльності» та «Академії зв’язку України».

## Інше
Одінцов В.В. мав дуже позитивні людські якості: простоту у відношеннях, відвертість, доброту, комунікабельність, бажання допомогти у важку хвилину. Був відмінним сім’янином, люблячим чоловіком, батьком, свекром, дідусем і навіть прадідусем. У нього було багато щирих друзів, товаришів.
Валентин Володимирович мав приємний сильний баритон, любив порадувати слухачів жартівливою піснею, за що його нерідко називали «херсонським Богатіковим». Свого часу (у студентські роки) Одінцов В.В. проявив себе, як активний спортсмен (гімнаст, плавець, весляр) і учасник художньої самодіяльності. Він брав участь у першому концерті ансамблю «Берізка», у студентських фестивалях пісні і танцю. Свою енергію, рухливість, настирливість у досягненні мети зберіг до останніх днів.